# Lachlan Norris
Lachlan Norris (* 21. Januar 1987 in Barkers Creek) ist ein ehemaliger australischer Radrennfahrer.

## Karriere
In den ersten Seiten seiner Karriere war Norris vor allem im Mountainbike-Sport erfolgreich. Er wurde 2005 australischer Meister im Cross Country der Junioren und 2009 bei der U23. Im selben Jahr wurde er Zweiter im Cross Country-Eliterennen der Ozeanienmeisterschaften, wodurch er zugleich U23-Ozeanienmeister wurde. Im Jahr 2010 gewann er bei den Ozeanienmeisterschaften die Silbermedaille im Cross Country und 2012 im Four Cross.
Auf der Straße fuhr Norris von 2007 bis 2018 für internationale Radsportteams. Sein einziger Sieg in einem internationalen Rennen gelang ihm 2015 auf einer Etappe der Tour of Utah, die er als Gesamtsechster abschloss. Vordere Platzierungen gelangen ihm auch in den Gesamtwertungen anderer internationaler Etappenrennen, z. B., als Zweiter der Tour of Wellington 2010, Vierter der Tour de Korea 2014, Sechster der USA Pro Challenge 2015, Achter der Tour de Langkawi 2016 und Fünfter der Tour of Japan 2017.

## Erfolge
2005
- Australischer Meister – Cross Country (Junioren)

2009
- Australischer Meister – Cross Country (U23)
- Ozeanienmeisterschaft – Cross Country
- Ozeanienmeister – Cross Country (U23)

2010
- Ozeanienmeisterschaft – Cross Country

2012
- Ozeanienmeisterschaft – Four Cross

2015
- eine Etappe Tour of Utah